# Лудан, Лилия Анатольевна
Лилия Анатольевна Лудан (укр. Лілія Анатоліївна Лудан; род. 2 июня 1969, Киев) — советская и украинская саночница, выступающая в данном виде спорта с 1985 года. Четырежды участвовала в Зимних Олимпийских играх (1998, 2002, 2006 и 2010), лучшим достижением является 6-е место в 2002 и 2006 годах в одиночном разряде. На Зимних Олимпийских играх 2010 года была знаменосцем сборной Украины. Мастер спорта международного класса по санному спорту.

## Биография
Соревнуется с 1982 года. В сборной с 1985 года.
Тренер — Папировый, Валентин Семёнович.
Государственных наград не имеет.
Дважды назначалась стипендия Кабинета Министров Украины (17.07.2003) и (27.12.2006)
Замужем, есть дети. Хобби: музыка.

## Статистика

### Одиночки
| Соревнование/Год                          | 1998 | 1999 | 2000 | 2001 | 2002 | 2003 | 2004 | 2005 | 2006 | 2007 | 2008 | 2009 | 2010 |
| ----------------------------------------- | ---- | ---- | ---- | ---- | ---- | ---- | ---- | ---- | ---- | ---- | ---- | ---- | ---- |
| Зимние Олимпийские игры                   | 16   | -    | -    | -    | 6    | -    | -    | -    | 6    | -    | -    | -    | 19   |
| Чемпионат мира по санному спорту          | -    | 9    | 13   | 16   | -    | 7    | 18   | 12   | -    | 10   | 14   | 19   | -    |
| Чемпионат мира по командным соревнованиям | -    | -    | 18   | 15   | -    | -    | -    | -    | -    | -    | -    | -    | -    |
| Кубок мира по санному спорту              | -    | -    | 12   | 13   | -    | -    | 15   | 10   | 8    | 11   | 13   | 15   | 25   |
| Чемпионат Европы по санному спорту        | -    | -    | 9    | -    | 5    | -    | -    | -    | 10   | -    | 9    | -    | 12   |
| Турниры: Challenge-Cup                    | -    | -    | -    | -    | -    | -    | -    | 6    | 5    | 7    | 12   | 14   | -    |

### Эстафета
| Соревнование/Год                 | 1996 | 1999 |
| -------------------------------- | ---- | ---- |
| Чемпионат мира по санному спорту | 6    | 6    |